# Musée national de Lusaka

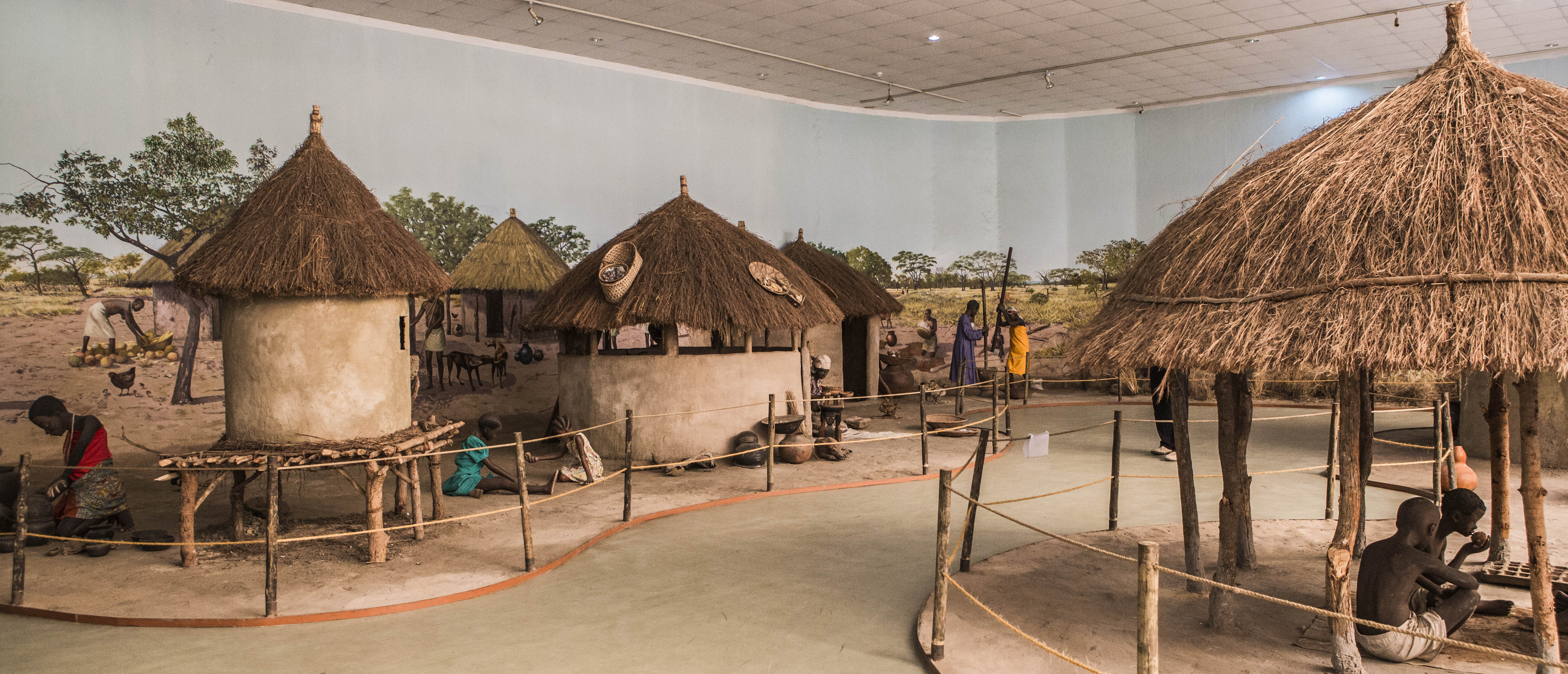
Intérieur du musée national de Lusaka (2014).

Le Lusaka National Museum est un musée zambien situé à Lusaka, la capitale. C'est l'un des quatre musées nationaux du pays.
Il a ouvert le 25 octobre 1996, et il est spécialisé dans l'histoire culturelle de la Zambie, possédant une collection permanente liée à l'histoire, à l'ethnographie, et à l'archéologie, avec environ 2,200 spécimens au total. Il possède aussi une large collection d'art contemporain zambien.
Il possède deux galeries, une au rez-de-chaussée destinée aux expositions temporaires, et une au premier étage, destinée aux collections permanentes. 

## Personnalités
Une statue à l'effigie de Winstone Zulu est installée à l'entrée du musée,,,. 